# Pasir Lancat Baru
Pasir Lancat Baru is een bestuurslaag in het regentschap Padang Lawas van de provincie Noord-Sumatra, Indonesië. Pasir Lancat Baru telt 89 inwoners (volkstelling 2010).